# Challenge (triathlon)
Pour les articles homonymes, voir Challenge.
Challenge ou Challenge Family est dans le triathlon le nom d'une marque et d'une série de compétitions internationales sur longue distance organisées ou licenciées par la société d’événements sportifs Team Challenge basée à Amberg. Concurrent direct de la marque Ironman, elle se développe depuis plusieurs années autour de son propre circuit qui décerne également une couronne mondiale. Agréant aux règles générales de la Fédération internationale de triathlon, certaines courses servent de support à des titres internationaux des fédérations continentales.

## Historique
Le Challenge Roth est la course à l'origine de la série et du circuit Challenge Family. Cette compétition est tout d'abord en 1988, l'Ironman Europe, course qualificative pour l’Ironman d'Hawaï. Il devient rapidement un des plus grands rassemblement de triathlètes du monde avec près de 2 700 compétiteurs inscrits au départ en moyenne. En 1990, lors du rachat de la licence Ironman par la World Triathlon Corporation, la nouvelle compagnie pour renouveler son contrat aux organisateurs souhaite imposer de nouvelles conditions et plusieurs changement de règles d'attribution de dossards qualificatifs. L'organisateur historique refuse ses nouvelles conditions et ne résigne pas de contrat avec la nouvelle firme. La course est maintenu sans le label Ironman et prend tout d'abord le nom de Defi Roth.

## Circuit international
Le circuit international Challenge Family, comprend des courses sur distance ironman et ironman 70.3.

### Courses en Europe
- Challenge Heilbronn : Heilbronn,  Allemagne [Hl]
- Challenge Ratisbonne : Ratisbonne ,  Allemagne [Ra]
- Challenge Roth : Roth,  Allemagne [Rh]
- Challenge Walchsee-Kaiserwinkl : Walchsee,  Autriche[Wk]
- Challenge Grammont : Grammont,  Belgique[Gt]
- Challenge Fredericia : Fredericia,  Danemark [Fa]
- Challenge Herning : Herning,  Danemark [Hg]
- Challenge Fuerteventura : Fuerteventura,  Espagne[Fu]
- Challenge Grande Canarie : Grande Canarie,  Espagne[Gc]
- Challenge Paguera-Mallorca : Îles Baléares,  Espagne[Ib]
- Challenge Salou : Salou,  Espagne[Su]
- Challenge Billund-Herning :  Billund-Herning ,  Danemark [B]
- Challenge Turku : Turku,  Finlande [Tu]
- Challenge Galway : Galway,  Irlande[Gy]
- Challenge Kjósarhreppur : Kjósarhreppur,  Islande [Kr]
- Challenge Rimini : Rimini,  Italie [Ri]
- Challenge Forte Village : Sardaigne,  Italie [Se]
- Challenge Venise : Venise,  Italie [Ve]
- Challenge Tønsberg : Tønsberg,  Norvège[Tb]
- Challenge Almere-Amsterdam : Almere,  Pays-Bas [Aa]
- Challenge Poznań : Poznań,  Pologne[Pn]
- Challenge Lisbonne : Lisbonne,  Portugal[Li]
- Challenge Samorin : Samorin,  Slovénie[Sn]

### Courses en Amérique
- Challenge Amazonia, Manaus  Brésil
- Challenge Florianopolis, Florianópolis  Brésil
- Challenge Maceió, Maceió  Brésil
- Challenge Penticton, Penticton  Canada
- Challenge St Andrews, St Andrews  Canada
- Challenge San Gil Querétaro, San Juan del Río (en)  Mexique

### Courses en Asie-Pacifique
- Challenge Aruba,  Aruba
- Challenge Melbourne, Melbourne  Australie
- Challenge Shepparton, Shepparton  Australie
- Challenge Jeju, Jeju  Corée du Sud
- Challenge Iskandar Puteri, Iskandar Puteri (en)  Malaisie
- Challenge Wanaka, Wanaka  Nouvelle-Zélande
- Challenge Taïwan, Taitung,  Taïwan
- Challenge Kanchanaburi, Kanchanaburi  Thaïlande
- Challenge Vietnam,  Viêt Nam

## Championnat du monde Challenge
Le 3 juin 2017, la compétition inaugure un championnat du monde, depuis cette date la ville Šamorín en Slovaquie en est la ville d'accueil.

### Palmarès hommes
| Année | Champion           | Temps           | 2e               | Temps           | 3e                 | Temps           |
| ----- | ------------------ | --------------- | ---------------- | --------------- | ------------------ | --------------- |
| 2025  | Kristian Høgenhaug | 3 h 23 min 53 s | Henry Räppo      | 3 h 25 min 52 s | Kieran Lindars     | 3 h 25 min 53 s |
| 2024  | Kyle Smith         | 3 h 27 min 10 s | Frederic Funk    | 3 h 29 min 24 s | Kristian Høgenhaug | 3 h 29 min 56 s |
| 2023  | Mathis Margirier   | 3 h 31 min 29 s | Aaron Royle      | 3 h 32 min 51 s | Frederic Funk      | 3 h 32 min 55 s |
| 2022  | Gustav Iden        | 3 h 43 min 44 s | Richard Varga    | 3 h 45 min 5 s  | Thomas Steger      | 3 h 46 min 33 s |
| 2021  | Florian Angert     | 3 h 36 min 3 s  | Magnus Ditlev    | 3 h 39 min 45 s | Frederic Funk      | 3 h 40 min 25 s |
| 2019  | Sebastien Kienle   | 3 h 38 min 49 s | Pieter Heemeryck | 3 h 39 min 21 s | Rodolphe Von Berg  | 3 h 39 min 49 s |
| 2018  | Lionel Sanders     | 3 h 43 min 28 s | Sebastien Kienle | 3 h 44 min 32 s | Florian Angert     | 3 h 47 min 22 s |
| 2017  | Lionel Sanders     | 3 h 40 min 4 s  | Sebastien Kienle | 3 h 41 min 46 s | Michael Raelert    | 3 h 45 min 34 s |

### Palmarès femmes
| Année | Champion        | Temps           | 2e               | Temps           | 3e                     | Temps           |
| ----- | --------------- | --------------- | ---------------- | --------------- | ---------------------- | --------------- |
| 2025  | Hanne De Vet    | 3 h 48 min 56 s | Daisy Davies     | 3 h 50 min 9 s  | Anastacia Damm Nielsen | 3 h 53 min 46 s |
| 2024  | India Lee       | 3 h 56 min 45 s | Laura Madsen     | 3 h 59 min 52 s | Anna Bergsten          | 4 h 0 min 32 s  |
| 2023  | India Lee       | 3 h 58 min 29 s | Caroline Pohle   | 4 h 0 min 17 s  | Sara Pérez Sala        | 4 h 0 min 24 s  |
| 2022  | Sara Pérez Sala | 4 h 8 min 19 s  | Emma Pallant     | 4 h 10 min 12 s | Lucy Hall              | 4 h 11 min 5 s  |
| 2021  | Lucy Hall       | 4 h 10 min 45 s | Sara Pérez Sala  | 4 h 12 min 45 s | Haley Chura            | 4 h 14 min 39 s |
| 2019  | Lucy Charles    | 4 h 0 min 25 s  | Radka Kahlefeldt | 4 h 5 min 36 s  | Daniela Bleymehl       | 4 h 7 min 17 s  |
| 2018  | Lucy Charles    | 4 h 6 min 10 s  | Anne Haug        | 4 h 7 min 58 s  | Radka Kahlefeldt       | 4 h 11 min 40 s |
| 2017  | Lucy Charles    | 4 h 14 min 32 s | Annabel Luxford  | 4 h 14 min 32 s | Heather Wurtele        | 4 h 15 min 37 s |